# Dawid Jarząbek
Dawid Jarząbek (* 3. März 1999 in Zakopane) ist ein ehemaliger polnischer Nordischer Kombinierer und Skispringer.

## Werdegang

### Skispringen
Jarząbek startet für TS Wisła Zakopane. Seine internationale Karriere begann er 2012 im Alter von dreizehn Jahren als Skispringer im FIS Cup im heimischen Szczyrk. Im Juli 2014 erreichte er in Villach erstmals den zweiten Durchgang und wurde am ersten Wettkampftag Fünfter und beim zweiten Wettbewerb sogar Dritter. Daraufhin startete er im August 2014 in Wisła erstmals im Skisprung-Continental-Cup, verpasste jedoch die Punkteränge und wurde somit wieder in den drittklassigen FIS Cup zurückgestuft.
2015 nahm Jarząbek am Europäischen Olympischen Winter-Jugendfestival in Tschagguns teil und gewann im Einzel die Bronzemedaille hinter dem Finnen Niko Kytösaho und dem Slowenen Domen Prevc. Am 8. August 2015 ersprang er sich mit dem 29. Platz in Wisła sein bestes Continental-Cup-Ergebnis. Bei den Olympischen Jugend-Winterspielen 2016 im norwegischen Lillehammer konnte er im Einzelwettkampf lediglich den zwölften Rang belegen.
Bei den Polnischen Meisterschaften im Winter gewann er 2015 von der Wielka Krokiew in Zakopane die Bronzemedaille im Teamspringen. Ein Jahr später wurde er in Wisła gemeinsam mit Łukasz Rutkowski, Klemens Murańka und Dawid Kubacki Vizemeister. Bei den Sommermeisterschaften wurde er sowohl 2014 als auch 2015 Zweiter im Team. Sein letzter internationaler Wettkampf im Skispringen war im Januar 2018 in Zakopane, als er im FIS Cup den 41. Platz belegte.

### Nordische Kombination
Bereits im Jugendbereich trainierte Jarząbek neben dem Skispringen auch seine zweite Disziplin, die Nordische Kombination. Seinen ersten internationalen Wettbewerb absolvierte er allerdings erst bei den Nordischen Junioren-Skiweltmeisterschaften 2019 im  finnischen Lahti, wo er im Sprint den 48. und im Einzel den 49. Platz belegte. Am 9. Februar 2019 erreichte er in Eisenerz mit einem neunten Rang im Teamsprint sein bestes Ergebnis im Continental Cup. Acht Tage später trat er letztmals international an.

## Statistik

### Skispringen

#### Continental-Cup-Platzierungen
| Saison  | Platz | Punkte |
| ------- | ----- | ------ |
| 2015/16 | 159.  | 002    |